# IMDb
IMDb（Internet Movie Database〈インターネット・ムービー・データベース〉の頭文字）は、映画、テレビ番組、ホームビデオ、ビデオゲーム、オンラインのストリーミングコンテンツに関連する情報を集めたオンラインデータベースで、キャスト、制作スタッフ、個人の経歴、作品の概要、トリビア、評価、ファンや批評家のレビューなどが含まれている。追加のファン機能であるメッセージボードは、2017年2月に廃止された。元々はファンが運営していたウェブサイトだったが、現在はAmazonの子会社であるIMDb.com, Inc.がデータベースを所有・運営している。
IMDbでは映画上映スケジュールや予告編をチェックできるほか、写真ギャラリーやテレビ番組の放送予定、DVDの発売情報、人気チャートの閲覧や、映画情報を共有することができ、150万本以上の映画とテレビ番組にアクセスできる。
俳優の検索数でランキングが算出され、「スター・メーター」として発表される。

## 情報登録
人名コード0000001はフレッド・アステアであり、0000002はローレン・バコールである。作品コードの0000001は、ウィリアム・K・L・ディクソン監督の短篇サイレント映画『カルメンチータ』（エジソン製作所、1894年）である

## 歴史
- 1990年 - 設立。
- 1998年 - Amazon.comの傘下に入る。